# Wijchens Meer
Het Wijchens Meer of Wijchense Meer (van oudsher in de plaatselijke volksmond kortweg "De Meer") is een oude rivierarm, die circa 3000 jaar geleden van de hoofdarm van de Maas werd afgesneden. Het is een restant van het zogenaamde Wijchens Maasje. Het is zeer rijk aan archeologische resten, onder meer uit de Romeinse tijd, zoals onder meer in 1978 bleek. Wijchen is als dorpskern ook aan deze Maasarm ontstaan. Door uitbreiding van de bebouwing van Wijchen is de rivierarm in de bebouwde kom komen te liggen. 

## Foutieve ontstaanswijze
Op een metalen plaat bij het meer is de ontstaanswijze foutief weergegeven. Hier wordt namelijk gesteld dat het uit de hoofdstroom is ontstaan. Ook fysisch-geografische omstandigheden wijzen op een eerdere afsnijding van de hoofdstroom. De helderste illustratie komt wel van oude kaarten: het Wijchens Meer staat al op historische kaarten van ver vóór 1926 als afgesneden rivierarm afgebeeld, zoals de zogenaamde kuyperkaart uit 1865. Een afsnijding in 1926 zoals op de metalen plaat bij het meer staat weergegeven kan dus nooit het geval zijn geweest.

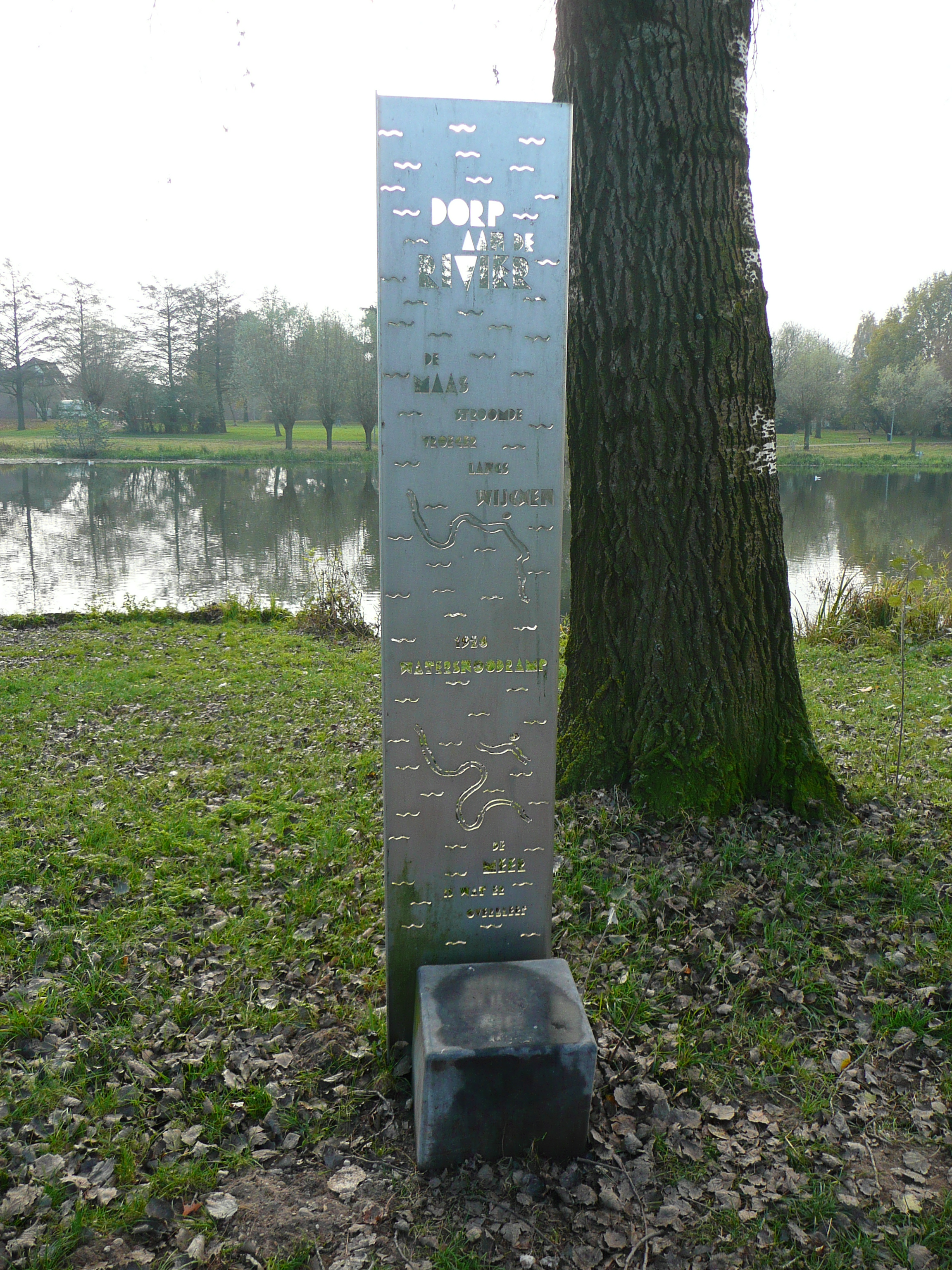
Foutieve ontstaanswijze weergeven op metalen plaat bij het meer.
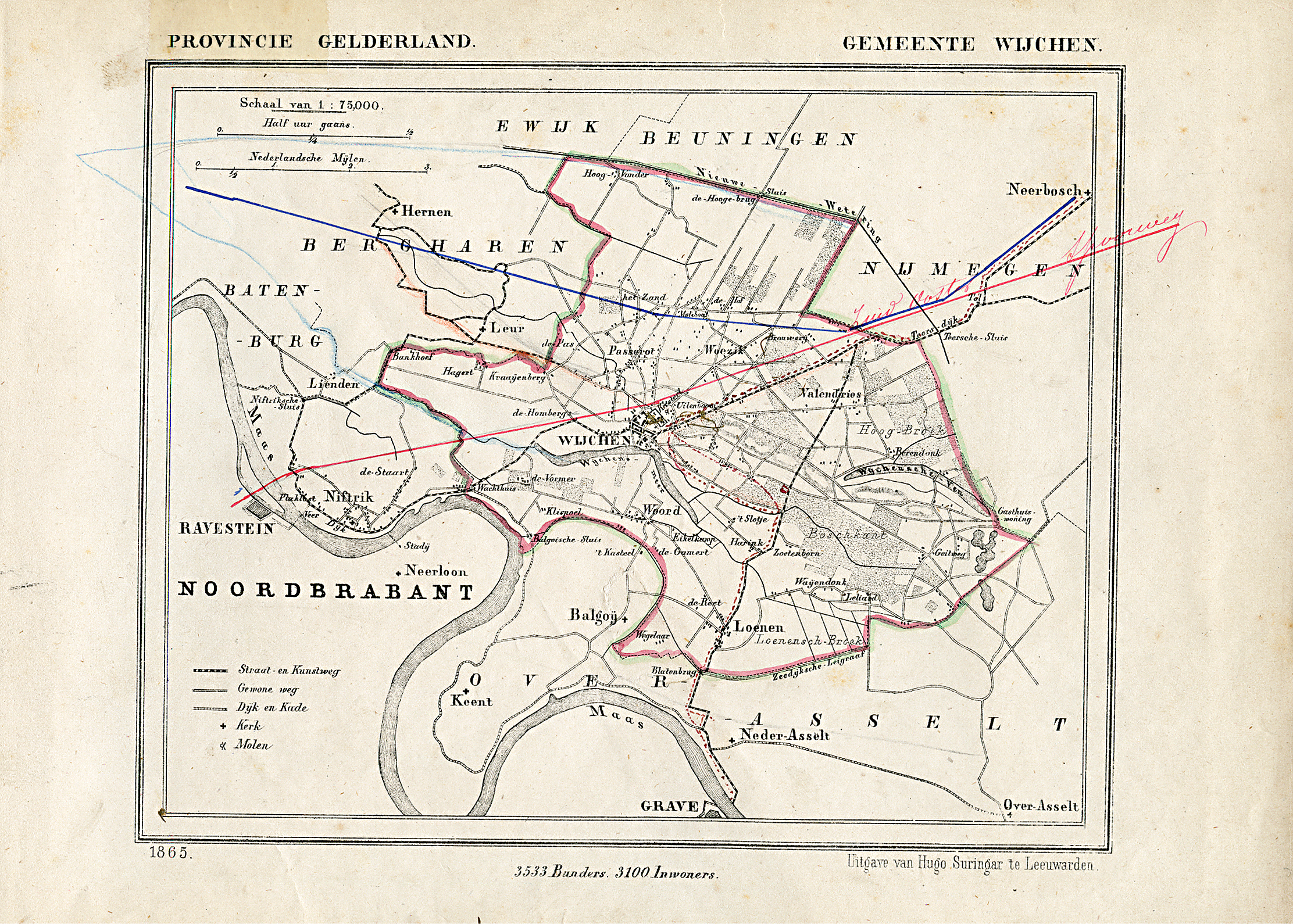
Kaart van Wijchen uit 1865 in de Gemeente-atlas van Nederland. Hieruit blijkt dat de ontstaanswijze op de metalen plaat onjuist moet zijn.